# كفر دنشواي
كفر دنشواي إحدى قرى مركز الشهداء التابع لمحافظة المنوفية في جمهورية مصر العربية.

## السكان
بلغ عدد سكان كفر دنشواي 7,338 نسمة، حسب الإحصاء الرسمي لعام 2006.